# 8984 Derevyanko
8984 Derevyanko eller 1977 QD3 är en asteroid i huvudbältet som upptäcktes den 22 augusti 1977 av den rysk-sovjetiske astronomen Nikolaj Tjernych vid Krims astrofysiska observatorium på Krim. Den har fått sitt namn efter den ukrainska filmkritikern Tetyana Derevjanko.
Asteroiden har en diameter på ungefär fem kilometer.